# Renault Distribution Centre
Le Renault Centre (ou Renault Distribution Centre) est un bâtiment high-tech situé à Swindon, commandé par le constructeur automobile français Renault pour ses opérations au Royaume-Uni. Conçu par l'architecte britannique Norman Foster de Foster Associates, il a ouvert ses portes en 1982. Renault a déménagé en 2001.
Depuis 2001, le bâtiment est connu sous le nom de Spectrum Building. Il a été classé Grade II* par English Heritage en 2013.

## Conception

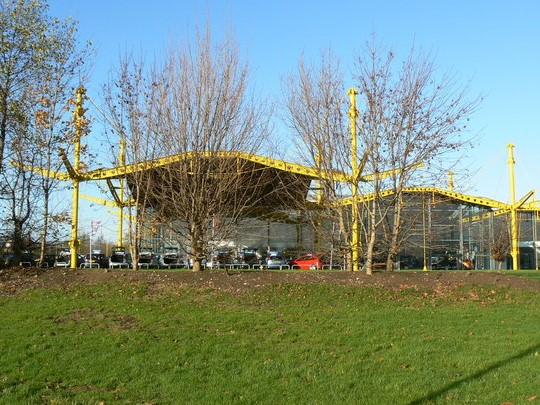
The Spectrum building en 2006

L'architecture exprimait non seulement la propriété de l'entreprise, à travers le jaune de Renault utilisé sur tous les éléments structurels, mais promouvait également une déclaration moderne sur les relations industrielles en utilisant le même toit au-dessus de l'entrepôt et des bureaux, sans faire de distinction entre les cols blanc et les cols bleus.
L'ingénieur en structure était Ove Arup & Partners. Le système structurel en acier à haubans offre une zone dégagée de colonnes de 24 m, avec des colonnes de seulement 450 mm de diamètre.
Renault a mis en service le bâtiment en 1980 après que ses locaux de Reading sont devenus trop grands. Le permis de construire a été accordé en juin 1981, la construction a commencé en juillet 1981 et l'achèvement pratique a été achevé en décembre 1982.
Le bâtiment a remporté plusieurs prix en 1984, notamment le Structural Steel Award de la British Constructional Steelwork Association (en), Civic Trust Award et le Financial Times « Architecture at Work' Award ». Il a également remporté le prix Sir Hugh Casson (en)  de Private Eye pour le pire nouveau bâtiment de l'année.